# La Chapelle-Iger
La Chapelle-Iger is een gemeente in het Franse departement Seine-et-Marne (regio Île-de-France) en telt 152 inwoners (1999). De plaats maakt deel uit van het arrondissement Provins.

## Geografie
De oppervlakte van La Chapelle-Iger bedraagt 8,9 km², de bevolkingsdichtheid is 17,1 inwoners per km².
De onderstaande kaart toont de ligging van La Chapelle-Iger met de belangrijkste infrastructuur en aangrenzende gemeenten.

## Demografie
Onderstaande figuur toont het verloop van het inwonertal (bron: INSEE-tellingen).